# آنا جانسون
آنا جانسون (بالسويدية: Anna Jansson)‏ هي ممرضة وكاتِبة سويدية، ولدت في 13 فبراير 1958 في فيسبي في السويد.

## وصلات خارجية
- الموقع الرسمي
- آنا جانسون على موقع IMDb (الإنجليزية)